# Adriana de Castro
Adriana de Castro Silva (Rio de Janeiro, 23 de maio de 1967) é uma jornalista brasileira.

## Biografia
Adriana de Castro também é artista plástica, e produz várias obras de arte, que cria em paralelo com a carreira jornalística.
Adriana é casada com o administrador Glauco Campos, com quem tem dois filhos, Antonio e Davi.

## Carreira
Adriana começou a sua carreira na extinta Rede Manchete, no Rio de Janeiro, como repórter e apresentadora.
Em 1993 chegou à São Paulo, vinda do Rio de Janeiro, a convite da Rede Record. Foram sete anos à frente do Informe São Paulo, do Jornal da Record, do Jornal Onze & Meia e do Jornal da Record 2ª Edição. Foi, por muito tempo, a "cara" do jornalismo da Record, apresentando quase todos os telejornais da casa (inclusive os que tiveram vida efêmera, como o Fala Brasil dominical, com José Luiz Datena e Rosana Hermann), também como substituta eventual dos "medalhões" da emissora de várias épocas, como Chico Pinheiro, em 1995, e Boris Casoy, a partir de 1997.
Também fez reportagens especiais, para a Rede Record, como a série sobre a estréia do Filme Arquivo X, feita em Los Angeles, nos Estados Unidos.
Em 2000 fez a sua estréia no SBT, no programa SBT Repórter.
Em 2001 foi trabalhar no SporTV. Apresentou os programas SporTV News, Troca de Passes e Grid Motor.
Em 2002 aceitou o convite da Rede Mulher, para ser âncora do Jornal da Rede Mulher até pouco antes do encerramento da emissora, que viria a dar lugar a Record News em 27 de setembro de 2007. Queria trabalhar com temas voltados para a mulher e qualidade de vida.
Em 2006 Adriana recebeu o Troféu Mulher Imprensa na categoria de melhor âncora de telejornal.
Em março de 2009, a rede CNT lhe deu a chance que ela buscava. Foi uma grande virada na carreira. Saiu da bancada dos telejornais e passou a apresentar o programa Notícias e Mais, junto com o jornalista Leão Lobo e Rony Curvello, um programa jornalístico das 12h30 às 14h, de segunda a sexta e eventualmente substituia a jornalista Salette Lemos no CNT Jornal. Em 2014, deixa a emissora, juntamente com vários profissionais, em razão da venda da emissora para a Igreja Universal do Reino de Deus. Foram cinco anos à frente do Notícias & Mais.

## Filmografia

### Televisão
| Ano     | Nome                          | Função        | Emissora         |
| ------- | ----------------------------- | ------------- | ---------------- |
| 1988-90 | Jornal da Manchete            | Repórter      | Rede Manchete    |
| 1991-92 | Programa de Domingo           | Apresentadora | Rede Manchete    |
| 1993-94 | Informe São Paulo             | Apresentadora | Record São Paulo |
| 1994-95 | Jornal da Record              | Apresentadora | Rede Record      |
| 1995    | Informe Rio                   | Apresentadora | Record Rio       |
| 1995-97 | Jornal da Record              | Apresentadora | Rede Record      |
| 1997-99 | Jornal Onze & Meia            | Apresentadora | Rede Record      |
| 1999    | Fala Brasil Edição de Domingo | Apresentadora | Rede Record      |
| 1999-00 | Jornal da Record 2ª Edição    | Apresentadora | Rede Record      |
| 2000-01 | SBT Repórter                  | Repórter      | SBT              |
| 2001-03 | SporTV News                   | Apresentadora | SporTV           |
| 2001-03 | Troca de Passes               | Apresentadora | SporTV           |
| 2001-03 | Grid Motor                    | Apresentadora | SporTV           |
| 2003-07 | Jornal da Rede Mulher         | Apresentadora | Rede Mulher      |
| 2009-14 | Notícias e Mais               | Apresentadora | CNT              |

### Internet
| Período         | Nome do Programa        | Função        |
| --------------- | ----------------------- | ------------- |
| 2014 - presente | A Inteligência Feminina | Apresentadora |

## Canal no YouTube
Canal no Youtube:  @AdrianaDeCastroOficial 
Desde 2023, apresenta e produz o podcast Vem Que Dá Certo! ao lado da psiquiatra Hebe de Moura, no Canal @VemQueDaCerto, no Youtube
No Canal @AInteligenciaFeminina, no YouTube, apresentou o programa A Inteligência Feminina, criado em 2014, a partir do livro do mesmo nome da psiquiatra Hebe de Moura. A dra. Hebe compartilhava dicas inéditas de como fazer algumas mudanças simples no nosso comportamento para conseguir resultados surpreendentes.
O programa recebia também uma convidada toda semana, que dividia suas experiências conosco e trazia suas perguntas.

## Ligações Externas
- Página oficial